# Назарова, Татьяна Борисовна
Татья́на Бори́совна Наза́рова (11 октября 1941, Свердловская область — 14 сентября 2022, Москва) — советская и российская актриса театра и кино. Заслуженная артистка РФ (1999).

## Биография
Татьяна Назарова родилась в семье москвичей во время эвакуации в Свердловскую область.
По окончании школы поступила в медицинское училище при Филатовской больнице, которое окончила в 1959, получив диплом фельдшера. Несколько лет работала медсестрой в Боткинской больнице и занималась в театральной студии при Центральном доме культуры медицинских работников под руководством Нины Буйван вместе с А. А. Калягиным, Е. А. Камбуровой и др.
В 1962 году поступила в Школу-студию МХАТ (курс А. Карева, Г. Герасимова). В 1966 году по окончании Школы-студии была приглашена в Московский драматический театр им. К. С. Станиславского, в котором работала всю жизнь и сыграла около 50 ролей.
Дебютировала в кино в 1968 году в советско-арабском фильме «Люди на Ниле». Широкую известность и популярность принесла роль медсестры Тани в первом отечественном телесериале «День за днем» (1971—1973) по сценарию Михаила Анчарова в режиссуре Всеволода Шиловского.
Помимо работы в театре концертировала с литературно-драматическими программами, много лет успехом пользовался ее моноспектакль «Белый Бим – черное ухо», отмеченный в том числе автором повести Г. И. Троепольским.
Муж – профессор МГТУ им. Баумана, доктор технических наук Валерий Карасик (1939 г. р). Сын – актер, телеведущий Константин Карасик (1976 г. р).
Скончалась в Боткинской больнице. Похоронена на Введенском кладбище.

## Творчество

### Роли в Московском театре им. К. С. Станиславского (Электротеатр Станиславский)[2]
- 1966 – «Антигона» Ж. Ануя, реж. Борис Львов-Анохин – Исмена
- 1967 – «Святая ночь» П. Карваша, реж. Георгий Соколов – Катя
- 1967 – «Медея» Ж. Ануя, реж. В. Ткач, Борис Львов-Анохин – Кормилица, Медея
- 1968 – «Каждый осенний вечер» И. Пейчева, реж. Михаил Резникович – Анна
- 1969 – «Исповедь молодого человека» Ф. Достоевского, реж. Михаил Резникович – Анна Андреевна
- 1970 – «В Польше рожденный» Е. Брошкевича, реж. Вадим Климовский – Сова
- 1971 – «Альберт Эйнштейн» Н. Погодина, реж. Иван Бобылев – Фей Роз-Мари, Мисс Джойс
- 1972 – «Прощание в июне» А. Вампилова, реж. Александр Товстоногов – Комсорг, Маша
- 1972 – «Робин Гуд» С. Заяицкого, реж. Е. Еланская – Клоринда
- 1973 – «Живой труп» Л. Толстого, реж. Владимир Кузенков – Саша
- 1974 – «Еще не вечер» А. Кутерницкого, реж. Лесь Танюк – Нина
- 1975 – «Радуга зимой» М. Рощина, реж. Игорь Козлов – Лидия Ивановна
- 1978 – «Первый вариант «Вассы Железновой» М. Горького, реж. Анатолий Васильев – Анисья
- 1981 – «Экспромт-фантазия» В. Токаревой, реж. Александр Товстоногов – Нина, Гонорская
- 1984 – «Царевна-лягушка» Г. Соколовой, реж. Александр Товстоногов, Ольга Великанова – Медведица
- 1986 – «Вставай, красавица, проснись» Г. Соколовой, реж. Ольга Великанова – Королева Франсуаза
- 1986 – «Портрет для первой полосы» Ю. Макарова, реж. Александр Товстоногов – Валентина
- 1988 – «Продавец дождя» Р. Нэша, реж. Леонид Варпаховский – Лиззи
- 1989 – «Вдовы» А. Кертеша, реж. И. Дровосекова – Ханна
- 1990 – «Собачье сердце» А. Ставицкого по М. Булгакову, реж. Александр Товстоногов – Дама
- 1990 – «Процесс» Ф. Кафки, реж. А. Вилькин – Тити
- 1992 – «Черная Курица» Г. Соколовой, реж. Ольга Великанова – Королева
- 1994 – «Сумасшедшие поневоле» Л. Пиранделло, реж. Владимир Бейлис – Синьора Сирелли, Синьора Амалия
- 1996 – «Уважаемые граждане» М. Зощенко, реж. А. Славутский – Гостья, Жена Горбушкина
- 2001 – «Завещание по-итальянски» А. Компанилле, реж. Семен Спивак –  Синьора Пилаэс
- 2015 – «Человеческое использование человеческих существ», реж. Ромео Кастеллуччи
- 2015 – «Вакханки» Еврипида, реж. Теодорос Терзопулос, Первый вестник
- 2016 – «4.48 Психоз» С. Кейн, реж. Александр Зельдович
- 2017 – «Андромаха», реж. Лейсан Файзуллина, Сефиза
- 2017 – «На мудреца» А. Островского, реж. Георгий Грищенков – Глумова
- 2018 – «Тартюф», реж. Филипп Григорьян – Офицер
- 2019 – «Пиноккио. Театр», реж. Борис Юхананов, Джанк-паяц